# Wadim Wladimirowitsch Kutlijarow
Wadim Wladimirowitsch Kutlijarow (russisch Вадим Владимирович Кутлияров; * 27. Juni 1989 in Buklendy, Rajon Mischkinski, Baschkortostan) ist ein russischer Sommerbiathlet.
Wadim Kutlijarow, der für ДОСААФ (DOSAAF) in Sterlitamak antritt, bestritt seine ersten internationalen Meisterschaften im Rahmen der Sommerbiathlon-Europameisterschaften 2012 in Osrblie. Im Sprintrennen verpasste er als Siebtplatzierter ebenso wie knapper im Verfolgungsrennen als Fünftplatzierter den Gewinn von Medaillen. Eine bessere Platzierung verhinderte die nur mittelmäßige Schießleistung mit vier Fehlern im Sprint und acht Fehlern im Verfolger. Das Mixed-Staffelrennen verpasste er gegen die Medaillengewinner Rustem Dawletschin und Rinat Gilasow. National gewann er beim Russland-Cup 2012 das Massenstartrennen vor Wladimir Mitroschin und seinem Bruder Wladislaw Kutlijarow.